# チャールズ・ボールドウィン
チャールズ・ボールドウィン（Charles Baldwin、1834年 - 1896年6月15日）は、明治時代にお雇い外国人として来日したアメリカ合衆国の教育者である。

## 経歴・人物
マサチューセッツ州の生まれ。1871年（明治4年）に日本政府の招聘により来日した。京都にある同志社英学校に雇われ、英語や洋式の数学、気象学等の教鞭を執った。同時期に京都府立の中等学校でも教鞭を執る。
1891年（明治24年）頃に鹿児島に移住し、造士館で教鞭を執ったが、在職中の1896年（明治29年）に死去した。